# レス・ソントン
レス・ソントン（Les Thornton、1934年4月9日 -2019年2月1日）は、イギリス・マンチェスター出身のプロレスラー。
欧州のマット界を経て1970年代より北米に活動の拠点を移し、1980年代前半はNWA世界ジュニアヘビー級王者として活躍した。

## 来歴
英国海軍を除隊後、スネーク・ピットの異名で知られるビリー・ライレー・ジムに入門して、1957年にデビュー。アンリ・ピエルロ（Henri Pierlot）や覆面レスラーのチェックメイト（Checkmate）などのリングネームを用い、英国を中心にヨーロッパ各地をサーキットした。
1970年11月に国際プロレスに初来日した際、同時期に日本プロレスに来日していたジン・キニスキーと邂逅、キニスキーの紹介でカナダのバンクーバー地区に進出。以降はカナダを主戦場に、スチュ・ハートが主宰するカルガリーのスタンピード・レスリングにも参戦、1971年4月23日にアブドーラ・ザ・ブッチャー、1974年12月6日にビッグ・ジョン・クインを破り、同地区のフラッグシップ・タイトルである北米ヘビー級王座を2回に渡って獲得した。この間、1974年2月には新日本プロレスに初参加。アンドレ・ザ・ジャイアント、エリック・ジ・アニマル、ジョニー・ロンドスなどが同時参加したシリーズにおいて、時折メインイベントにも出場した。
1970年代半ばからはアメリカ合衆国のNWA圏にも進出、1975年5月16日にロサンゼルス地区でドン・ムラコからアメリカス・ヘビー級王座を奪取している。南部ではウェールズ出身のトニー・チャールズとの英国人コンビで活躍、1975年12月にジム・バーネットのジョージア・チャンピオンシップ・レスリングでジェリー・ブリスコ&ボブ・バックランドを破りジョージア・タッグ王座を、1976年にはテキサス州ダラス地区でロッキー・ジョンソン&ホセ・ロザリオを下しテキサス・タッグ王座をそれぞれ獲得した。太平洋岸北西部のパシフィック・ノースウエスト地区ではムーンドッグ・メインとの異色コンビで1977年6月4日にジェシー・ベンチュラ&バディ・ローズから同地区認定のタッグ王座を奪取している。1978年にはイギリス連邦のニュージーランドにて、大英帝国ヘビー級王座を獲得した。
1980年3月、レロイ・マクガークがプロモートするオクラホマ地区にてNWA世界ジュニアヘビー級王座を獲得。当時、マクガークは同王座の運営権を占有するなどして、NWAの反主流派と呼ばれていたプロモーター達（ビンス・マクマホン、エディ・グラハム、マイク・ラベール、新間寿ら）と反目していた。そこで反主流派は、前王者ネルソン・ロイヤルの引退に伴い、スティーブ・カーンを新王者に認定（1979年12月10日、ロサンゼルスでの王座決定戦でチャボ・ゲレロを破ったとされる）。ところが、これに異を唱えたマクガークも1980年2月11日にオクラホマで王座決定トーナメントを決行（新王者は決勝でソントンを破ったロン・スター）、一時期は2つのNWA世界ジュニアヘビー級王座が混在するなどの事態を招いたが、最終的にはマクガーク版のタイトルの正当性が認められた（反主流派が新設したタイトルは「NWAインターナショナル・ジュニアヘビー級王座」と改称され、日本に定着）。
以後は世界ジュニア王者としての防衛サーキットを開始。1980年7月20日にはジョージア州アトランタのオムニ・コロシアムにて、インターナショナル版の王者だったスティーブ・カーンの挑戦を受けている。その後もケビン・サリバン、リッキー・モートン、スタン・レーン、ジム・ガービン、スコット・マギー、ホセ・エストラーダなどを相手に各地で防衛を続け、11月には全日本プロレスの世界最強タッグ決定リーグ戦に、ビル・ロビンソンとのヨーロッパ代表チームとして参加した。翌1981年は、1月にアラバマでジェリー・スタッブス、6月にバージニアでテリー・テイラーに敗れ王座を明け渡したものの、いずれも数日で奪還している。同年はフロリダにて元王者ヒロ・マツダの挑戦も退けた。
1981年7月、全日本から矛先を変えて新日本プロレスに久々に登場。WWFジュニアヘビー級王者である藤波辰巳との「NWA対WWF」のチャンピオン対決が注目され、東京と大阪で藤波の王座に連続挑戦した。帰国後の9月13日、フロリダでジェリー・ブリスコにタイトルを奪われるも、1か月後の10月16日に返り咲いている。1982年4月、王者として再び新日本に参戦。沖縄で星野勘太郎の挑戦を退けたが、5月25日の静岡大会にてタイガーマスクに敗れ王座から陥落。以降、同王座は新日本プロレスに定着することとなった。新日本には同年10月にも参戦しており、これが最後の来日となっている。
1983年11月、フィリピンのマニラで行われたとされる架空のトーナメントに優勝したと称して、ジョージア地区で再びNWA世界ジュニアヘビー級王者を名乗ったが、1984年7月のブラック・サタデーに起因するWWF移籍に伴いタイトルを返上（以後、ヘクター・ゲレロなどが王者となり、同王座の防衛戦が行われた）。WWFではヒールのポジションでジョバーを務め、1987年まで出場。若手時代のミック・フォーリー（当時ジャック・フォーリー）と組んでブリティッシュ・ブルドッグスのWWF世界タッグ王座に挑戦したこともある。WWFと並行して古巣のスタンピード・レスリングにも出場しており、1986年9月18日に同じく英国出身のジョニー・スミスから英連邦ミッドヘビー級王座を奪取した。
1991年の引退後は居住地のカルガリーにおいて、ジムを運営して若手選手の指導・育成に携わっていた。2019年2月1日、84歳で死去。

## 得意技
- ペンデュラム・バックブリーカー
- サイド・スープレックス
- ヨーロピアン・アッパー・カット

## 獲得タイトル

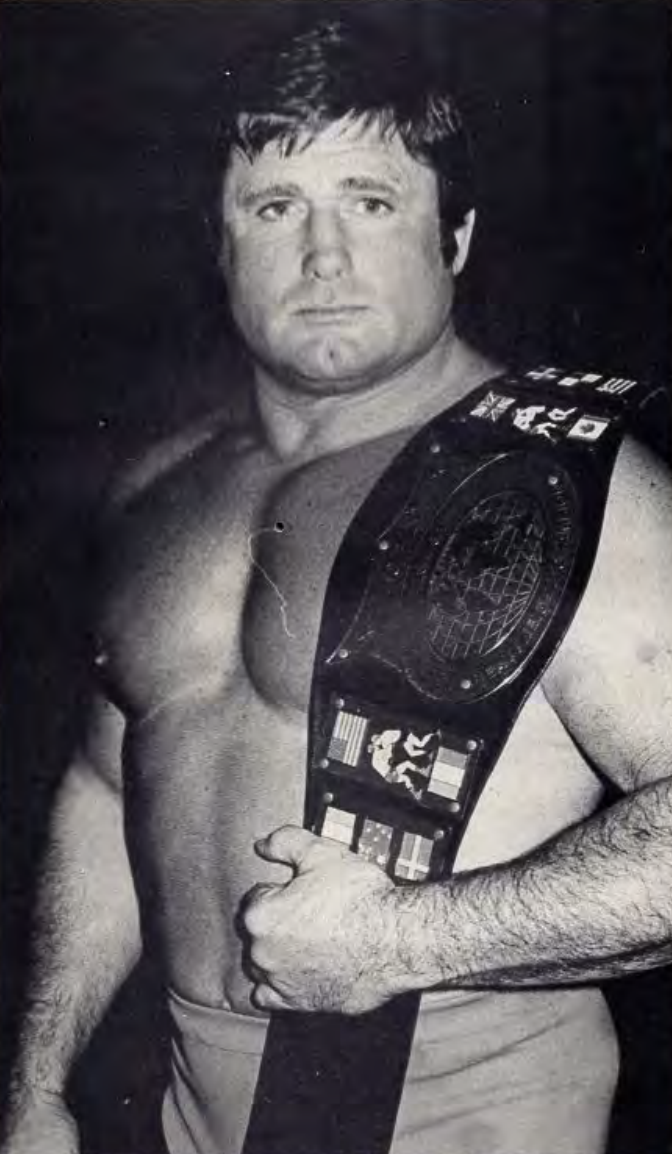
NWA世界ジュニアヘビー級王者時代（1984年）

ナショナル・レスリング・アライアンス
- NWA世界ジュニアヘビー級王座：5回 [11]

NWAハリウッド・レスリング
- NWAアメリカス・ヘビー級王座：1回 [6]

ジョージア・チャンピオンシップ・レスリング
- NWAジョージア・タッグ王座：1回（w / トニー・チャールズ） [7]

NWAビッグタイム・レスリング
- NWAテキサス・タッグ王座：1回（w / トニー・チャールズ） [8]

パシフィック・ノースウエスト・レスリング
- NWAパシフィック・ノースウエスト・タッグ王座：1回（w / ムーンドッグ・メイン） [9]

NWAオールスター・プロレスリング
- NWA大英帝国ヘビー級王座（ニュージーランド版）：1回[10]

スタンピード・レスリング
- 北米ヘビー級王座：2回 [4]
- 英連邦ミッドヘビー級王座：1回 [25]
- インターナショナル・タッグ王座：1回（w / フランキー・レイン）[27]

ワールド・レスリング・カウンシル
- WWC世界ジュニアヘビー級王座：2回[28]